# الوریتو
الوریتو (انگلیسی: Alvarito; ۱۶ ژانویهٔ ۱۹۳۶ – ۱۶ ژوئن ۲۰۱۸) بازیکن فوتبال اهل اسپانیا بود.
از باشگاه‌هایی که در آن بازی کرده‌است می‌توان به باشگاه فوتبال اتلتیکو مادرید، باشگاه فوتبال رئال مورسیا، باشگاه فوتبال رئال اویدو، و باشگاه فوتبال کوردوبا اشاره کرد.
وی همچنین در تیم‌های ملی فوتبال اسپانیا، و اسپانیا، بازی کرده‌است.